# Scarabaeinae
Scarabaeinae (Latreille, 1802) è il nome di una sottofamiglia di coleotteri appartenenti alla famiglia Scarabaeidae.

## Descrizione

### Adulto

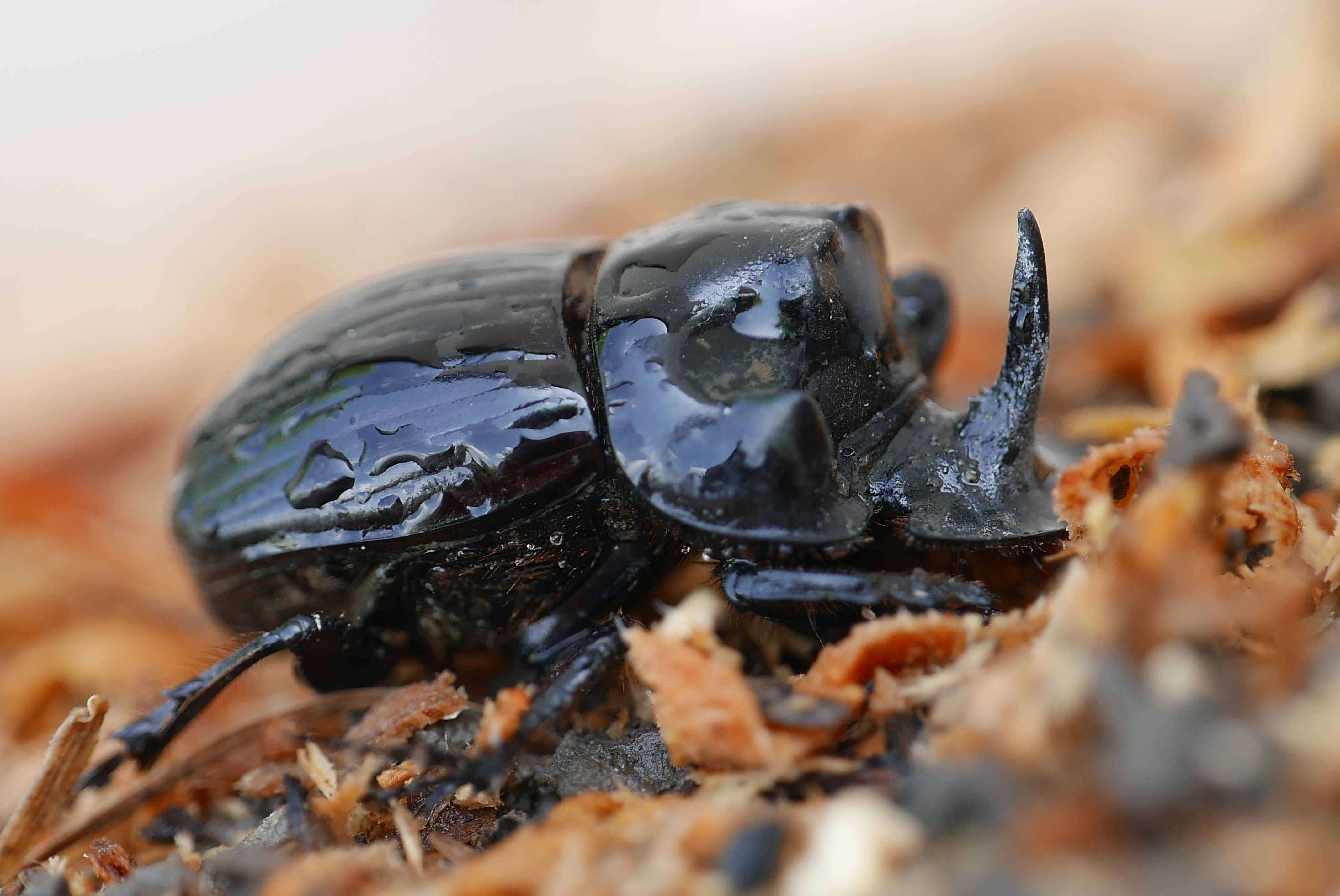
Maschio di Copris lunaris.

Questi scarabeidi sono di dimensioni molto variabili, che possono oscillare tra pochi mm a diversi cm nelle specie esotiche. Presentano generalmente un corpo tozzo e robusto dai colori solitamente opachi, anche se esistono specie metallizzate. Alcune specie presentano un marcato dimorfismo sessuale, come quelle della tribù Coprini, con i maschi che sono caratterizzati dalla presenza di corna cefaliche, assenti nelle femmine.

### Larva
Le larve hanno l'aspetto di vermi bianchi dalla forma a "C". Anche la testa e le zampe sono bianche.

## Biologia
Le specie appartenenti a questa sottofamiglia sono generalmente legate agli escrementi. Gli adulti costruiscono una sfera che conducono alla tana, dove la femmina vi depone le uova; nel caso delle specie dotate di corna i maschi si contendono la femmina (o il territorio) con gli altri maschi, ingaggiando battaglie in cui utilizzano le corna. La durata del periodo di sviluppo varia a seconda della specie presa in esame, così come le abitudini ed il periodo di apparizione degli adulti.

## Distribuzione e habitat
Questi coleotteri sono distribuiti nella regione paleartica.

## Tassonomia
La famiglia comprende le seguenti tribù:
- Ateuchini
- Coprini
- Deltochilini
- Eucraniini
- Gymnopleurini
- Oniticellini
- Onitini
- Onthophagini
- Parachoriini
- Phanaeini
- Scarabaeini
- Sisyphini